# Équipe de France de hockey sur glace aux Jeux olympiques de 1924
 (janvier 2025).
En 1924, l'équipe de France de hockey sur glace est automatiquement qualifiée en tant que nation hôte au tournoi des Jeux olympiques d'hiver de 1924 tenus à Chamonix en France.

## Contexte
Déjà présente sur la scène internationale avant la Première Guerre mondiale, l'équipe de France de hockey sur glace reprend ses activités en 1920. Cette année-là, elle prend part au premier tournoi olympique organisé dans le cadre des Jeux d'été à Anvers en Belgique. Exemptée de premier tour, la France est éliminée en demi-finales de la première phase par la Suède et se classe sixième sur sept équipes participantes. Au cours des deux années qui suivent la sélection française joue uniquement des rencontres amicales. Bien que l'un des membres fondateurs de la Ligue internationale de hockey sur glace (LIHG), la France ne dispute pas son premier Championnat d'Europe avant 1923, retournant pour l'occasion à Anvers. Vainqueurs de toutes leurs parties à l'exception de celle face à la Suède, les Français remportent la médaille d'argent derrière les Scandinaves tandis que pour sa part Léon Quaglia termine meilleur buteur du tournoi avec 10 réalisations.

## Tournoi olympique
En 1921, le Comité international olympique (CIO) décide de l'organisation d'une « Semaine internationale du sport d'hiver à l'occasion des Jeux olympiques de 1924 », rebaptisée Jeux olympiques d'hiver en 1925. Son organisation est confiée à Paris, ville hôte des Jeux d'été. En 1922, Chamonix est choisi par le Comité olympique français pour accueillir cet événement.
Neuf nations s'inscrivent pour le tournoi de hockey sur glace. Cependant, suivant le retrait de l'Autriche, seul huit y prennent part, celles-ci étant réparties en deux groupes de quatre pour le premier tour dont les deux premiers se qualifient pour la Poule finale. La France est placée dans la Poule B en compagnie de la Belgique, des États-Unis et de la Grande-Bretagne. La Poule A est quant à elle composée du Canada, de la Suède, de la Suisse et de la Tchécoslovaquie. Les Français jouent leur première rencontre le 29 janvier face aux Britanniques, subissant une lourde défaite 15 buts à 2. Le lendemain, ils enregistrent une nouvelle déroute en s'inclinant 22-0 contre les États-Unis. Disputant son troisième match en autant de jours, la France sauve l'honneur en battant la Belgique sur la marque de 7 buts à 5. Troisième de son groupe, elle se classe finalement cinquième du tournoi, à égalité avec la Tchécoslovaquie qui a fini troisième de la Poule A. Le titre est remporté par le Canada, représenté par les Granites de Toronto, devançant Américains et Britanniques sur le podium.
L'équipe de France comprend pour ce tournoi les joueurs suivants :
- Gardien de but : Maurice del Valle
- Joueurs : André Charlet, Pierre Charpentier, Jacques Chaudron, Raoul Couvert, Alfred de Rauch, Albert Hassler, Charles Lavaivre, Joseph Monnard, Charles Payot, Philippe Payot et Léon Quaglia

En plus du hockey sur glace, Hassler et Quaglia disputent les épreuves de  patinage de vitesse.

### Résultats détaillés

#### Premier tour
| 29 janvier | Grande-Bretagne | 15-2 (5-1, 3-1, 7-0) | France | Stade olympique |

| 30 janvier | États-Unis | 22-0 (12-0, 1-0, 9-0) | France | Stade olympique |

| 31 janvier | France | 7-5 (3-3, 3-1, 1-1) | Belgique | Stade olympique |

| Clt   | Équipe          | PJ | V | D | N | BP | BC | Pts |
| ----- | --------------- | -- | - | - | - | -- | -- | --- |
| +001, | États-Unis      | 3  | 3 | 0 | 0 | 52 | 0  | 6   |
| +002, | Grande-Bretagne | 3  | 2 | 1 | 0 | 34 | 16 | 4   |
| +003, | France          | 3  | 1 | 2 | 0 | 9  | 42 | 2   |
| +004, | Belgique        | 3  | 0 | 3 | 0 | 8  | 45 | 0   |

- Qualifiés pour la Poule finale

#### Classement final
|                                     | Équipe          |
| ----------------------------------- | --------------- |
| Médaille d'or, Jeux olympiques      | Canada          |
| Médaille d'argent, Jeux olympiques  | États-Unis      |
| Médaille de bronze, Jeux olympiques | Grande-Bretagne |
| 4                                   | Suède           |
| 5                                   | France          |
| 5                                   | Tchécoslovaquie |
| 7                                   | Belgique        |
| 7                                   | Suisse          |

## Amicaux
Dans la foulée des Jeux Olympiques, plusieurs équipes se retrouvent à Paris pour y disputer quelques rencontres amicales. Engagés dans la Coupe Jean Potin, la France affronte la Grande-Bretagne en demi-finales le 8 février. Malgré une ouverture du score rapide des Britanniques, les Français prennent l'avantage et mènent 3-1 avant que leur adversaires ne reviennent au score au cours de la dernière minute. Durant la prolongation, la Grande-Bretagne se prouve efficace et l'emporte finalement 7 buts à 3. Le 10, la France joue contre les États-Unis et s'incline 7-3.
| 8 février | Grande-Bretagne | 7-3 (pr) (1-1, 2-2, 4-0) | France | Paris |

| 10 février | France | 3-7 | États-Unis | Paris |

## Bilan
Au total, la France joue huit rencontres pour un bilan de quatre victoires pour autant de défaites, inscrivant 32 buts et encaissant 57. Elle réalise sa meilleure performance aux Jeux olympiques en terminant à la cinquième place du tournoi, une performance qu'elle égalera quatre ans plus tard lors des Jeux d'hiver de Saint Moritz. En s'inclinant 22-0 face aux Américains au cours du tournoi, elle enregistre la plus lourde défaite de son histoire. Le titre de champion d'Europe est le premier remporté par les Français dans une compétition de hockey sur glace majeure. Depuis les Bleus n'ont plus gagné de médaille. En 2013, la Fédération française de hockey sur glace honore cette équipe championne en l'intronisant au Temple de la renommée du hockey français dans la catégorie des « bâtisseurs ».